# تحیه حلیم
تحیه محمد حلیم (عربی: تحية محمد حليم؛ ۹ سپتامبر ۱۹۱۹ – ۲۴ مهٔ ۲۰۰۳) یک زن نقاش اهل مصر بود. او یکی از پیشگامان جنبش بیانگر هنر نوگرا (Modern Expressive Movement) در هنر مصر در دهه ۱۹۶۰ بود، که او در آن جنبش مجالی عالی برای بیان ویژگی‌های خاص شخصیت مصری در آثارش یافت. بسیاری از آثار او مربوط به فرهنگ نوبی، نیل، قایق‌ها، و موضوعات مردمی و ملی است که به خاطر آنها چندین جایزه در مصر و خارج از کشور به او اعطا شده‌است.

## زندگی
خانواده تحیه حلیم در در سودان زندگی می‌کردند که او به دنیا آمد. او در کاخ سلطنتی فواد اول پادشاه مصر در قاهره بزرگ شد و تحصیلات ابتدایی او در آن کاخ سپری شد و در آنجا پدرش برنده جایزه فواد اول پادشاه مصر شد.
تحیه در جوانی عاشق نقاشی شد و تحصیلات رسمی خود را متوقف کرد تا نزد نقاشان چیره‌دست مصر و فرانسه تحصیل کند. او هنر را زیر نظر استادان مهم طراحی مانند یوسف ترابلسی، نقاش لبنانی و هنرمند یونانی گروم آموخت. سپس در سال ۱۹۴۳ زیر نظر هنرمند مصری حامد عبدالله در استودیوی خود هنر را پی گرفت و این دو پس از ازدواجشان در سال ۱۹۴۵ برای پیوستن به آکادمی جولیان عازم پاریس شدند (۱۹۴۹–۱۹۵۱). آنها پس از آنکه به مصر برگشتند، با هم در استودیوی خصوصی خود، در نزدیک میدان تحریر در قاهره به تدریس هنر پرداختند.
حلیم بسیاری از آثار شناخته شده خود را در دهه ۱۹۶۰ نقاشی کرد که مردم نوبی و فرهنگ نیل در جنوب مصر و شمال سودان را به تصویر می‌کشد. او ابتدا به آنجا فرستاده شد تا روند ساخت سد بلند اسوان بر روی رود نیل را ثبت کند، که بخش زیادی از منطقه نوبه را زیر آب گرفت و بیش از ۱۰۰۰۰۰ نوبیایی را مجبور به جابجایی کرد. او مجذوب زنان نوبی و صحنه‌های نوبای قدیم بود. او سعی کرد تا قبل از اینکه توسط سد جدید و دریاچه ناصر به‌طور غیرقابل جبرانی تغییر کند، بسیاری از آن جهان را در نقاشی‌ها و طراحی‌های خود به تصویر کشد.
پس از آن بسیاری از نقاشی‌های او، نیل، قایق‌ها و مردم روستایی نوبه - به‌ویژه زنان محلی - را در حال انجام کارهای روزانه خود نشان می‌دهند. چهره‌ها و حرکات به اشکال ساده و خاطره‌انگیز مشان داده شده‌اند که زیبایی و سرزندگی نیل جنوبی را در بر می‌گیرد. با وجود فقری که در نوبه یافت، آثار حلیم بازتاب رنگ‌های غنی و اصالت مردم نوبه، معماری و زندگی روزمره آنهاست. سبک امپرسیونیستی فولکلور و ضربه‌های قلم موی او در آن دوره ویژگی‌های منحصر به فرد و ناملموس مردم مصر را به تصویر می‌کشد و روح مصر باستان را که هنوز در بین مردم نوبه زنده است، ارج می‌نهد.
تحیه حلیم در سال ۱۹۶۰ و ۱۹۷۵ دو بورسیه تحصیلی تولید هنر دریافت کرد.

## قدردانی
در ۹ سپتامبر ۲۰۱۵، گوگل یک دودل را به مناسبت نود و ششمین سالگرد تولد این نقاش اختصاص داد. این دودل در تمامی کشورهای جهان عرب دیده شد.

## نمایشگاه‌ها

### نمایش‌های انفرادی
- ۱۹۴۲ تا ۱۹۹۶ بسیاری از نمایشگاه‌های انفرادی در انگلستان و سوئد.
- ۱۹۹۶ نمایشگاه «۵۵ سال هنر». خان المغربی، قاهره. مصر.
- ۱۹۹۲ سالن دیپلمات‌ها، مرکز فرهنگی مصر، قاهره. مصر.
- ۲۰۰۴ گالری اوارت، دانشگاه آمریکایی در قاهره (AUC). مصر.

### نمایشگاه‌های بین‌المللی
- ۱۹۵۴ دوسالانه سائوپائولو. برزیل.
- ۱۹۵۵٬۱۹۶۰٬۱۹۷۰ دوسالانه ونیز، ایتالیا.
- ۱۹۵۵٬۱۹۵۸٬۱۹۶۰ دوسالانه اسکندریه برای کشورهای مدیترانه. مصر.
- ۱۹۵۷ مسابقه بین‌المللی گوگنهایم، نیویورک. ایالات متحده آمریکا.
- ۲۰۱۶ دریا معلق، موزه هنرهای معاصر تهران. ایران.
- ۲۰۱۶ The Short Century، موزه هنر شارجه، امارات متحده عربی.

### نمایشگاه‌های محلی
- تحیه حلیم از سال ۱۹۴۳ در بسیاری از نمایشگاه‌های ملی و گروهی و سالن قاهره شرکت کرد.
- ۲۰۰۴ اولین سالن طراحی (سیاه و سفید)، مرکز هنری Gezera، قاهره. مصر.
- ۲۰۰۷ نمایشگاه «درون قاب». گالری خان EL-مغرابی، قاهره. مصر.

## جوایز

### ملی
- ۱۹۶۰: مدال طلا در نقاشی، در روز دانش. مصر.
- ۱۹۶۹: جایزه دولتی تشویقی در نقاشی و نشان علم و هنر. مصر.
- ۱۹۹۶ جایزه تشویقی دولتی. مصر.

### بین‌المللی
- ۱۹۵۸ مسابقه بین‌المللی گوگنهایم، شهر نیویورک. ایالات متحده آمریکا.